# سوزان ميدلتون
سوزان ميدلتون (بالإنجليزية: Susan Middleton)‏ هي مصورة أمريكية، ولدت في 1948 في سياتل في الولايات المتحدة.